# Zoltán Czibor
Zoltán Czibor (Kaposvár, 23 agosto 1929 – Győr, 1º settembre 1997) è stato un calciatore ungherese, di ruolo attaccante.

## Caratteristiche tecniche
Era un'ala sinistra, fra le più forti del suo tempo.

## Carriera
Czibor nacque a Kaposvár. Era figlio di un capotreno. Da ragazzo praticò atletica leggera, raggiungendo risultati particolarmente buoni nel salto in alto. Cominciò a giocare a calcio nel Komárom, per poi passare al Ferencváros nel 1948 dopo esser stato segnalato alla società della capitale dall'amico László Budai.
A Budapest si impose subito come titolare, segnando 18 reti fin dalla sua prima stagione e trovando una grande intesa con il centravanti Sándor Kocsis, a cui fornì diversi assist. Il Ferencváros di quell'anno dominò nel campionato e terminò la stagione con la cifra record di 140 reti segnate. L'anno seguente alla squadra venne cambiato il nome in ÉDOSZ SE ed in campionato dovette soccombere alla neonata squadra dell'esercito, l'Honved.
In estate l'Honved si accaparrò grazie alla convocazione per la leva militare tutti i migliori talenti dell'ÉDOSZ, squadra invisa al potere centrale comunista a causa delle storiche simpatie nazionaliste della sua tifoseria. Persi i compagni Budai e Kocsis, nel 1950 Czibor non poté sfuggire ad un'annata anonima terminata al decimo posto. L'anno seguente si trasferì in provincia, allo Csepel, dove rimase per due anni raggiungendo in entrambe le stagioni il quinto posto.
Nel 1953 non poté più evitare la chiamata militare e si unì anch'egli all'Honved, dove ritrovò diversi compagni dei tempi del Ferencváros e della Nazionale. Dopo un piazzamento in seconda posizione nell'anno di esordio contribuì alla vittoria dei campionati nel 1954 e nel 1955. Nel 1956 l'Honved fece il suo esordio in Coppa dei Campioni, competizione nata l'anno precedente, e si trovò a giocare il primo turno in trasferta contro i campioni di Spagna dell'Athletic Bilbao.
Dopo aver perso la partita per 2-3 i giocatori si rifiutarono di tornare in patria, preoccupati per le concomitanti violenze che stavano caratterizzando la Rivoluzione ungherese. La gara di ritorno si giocò allora allo Stadio Heysel di Bruxelles e terminò con il risultato di 3-3, con Czibor che dovette giocare in porta parte del match a causa dell'infortunio occorso al portiere dell'Honved. Il club si trovò così in un limbo: malvisto sia dalla FIFA che dalla sua Federazione, saldamente controllata dai sovietici, si affidò a Béla Guttmann che organizzò un tour di amichevoli fra Europa e Sud America.
Infine le sorti dei giocatori si divisero: alcuni scelsero di tornare in patria, altri invece di continuare la loro carriera nel calcio professionistico dell'Europa Occidentale. Czibor fu fra questi ultimi. Firmò un contratto con la Roma, ma non poté giocare a causa della squalifica comminata dalla FIFA a tutti i transfughi. Venne in suo aiuto il compatriota Ladislao Kubala, che lo portò al Barcellona assieme a Sándor Kocsis. Anche gli anni spagnoli furono ricchi di successi: nella stagione d'esordio, la 1958/59, vinse campionato e Coppa nazionale, in quella seguente bissò il successo in campionato e si aggiudicò la Coppa delle Fiere. Al terzo anno raggiunse invece la finale di Coppa dei Campioni, persa poi per 2-3 contro il Benfica nonostante una sua rete nel finale.
Prima di chiudere la carriera giocò ancora per un anno sempre a Barcellona, ma nell'Espanyol, ed ebbe brevi esperienze in Svizzera, Austria e Canada. Visse poi a Barcellona per molti anni, fino alla caduta del regime comunista. Tornò in patria nel 1990 e divenne presidente del FC Komárom, la squadra in cui aveva iniziato a giocare da ragazzo.

## Palmarès

### Giocatore

#### Club
- Campionato ungherese: 3

Ferencváros TC: 1949
Budapest Honvéd FC: 1954, 1955
- Campionato spagnolo: 2

Barcellona: 1959, 1960
- Coppa di Spagna: 1

Barcellona: 1959
- Coppa delle Fiere: 1

Barcellona: 1958-1960

#### Nazionale
- Oro olimpico: 1

1952
- Coppa Internazionale: 1

1953

#### Individuale
- Capocannoniere del campionato ungherese: 1

1955 (20 gol)